# Circuito de Getxo 2021
Il Circuito de Getxo-Memorial Hermanos Otxoa 2021, settantaseiesima edizione della corsa e valevole come evento dell'UCI Europe Tour 2021 categoria 1.1, si svolse il 1º agosto 2021 su un percorso di 193,5 km, con partenza a Bilbao e arrivo a Getxo, in Spagna. La vittoria è stata appannaggio dell'italiano Giacomo Nizzolo, il quale ha completato il percorso in 4h12'24", alla media di 45,998 km/h, precedendo il connazionale Giovanni Aleotti e il colombiano Santiago Buitrago.
Sul traguardo di Getxo 84 ciclisti, su 136 partenti da Bilbao, hanno portato a termine la competizione.

## Squadre e corridori partecipanti
| N.    | Cod. | Squadra               |
| ----- | ---- | --------------------- |
| 1-7   | TBV  | Bahrain Victorious    |
| 11-17 | EUS  | Euskaltel-Euskadi     |
| 21-27 | EKP  | Equipo Kern Pharma    |
| 31-36 | TFS  | Trek-Segafredo        |
| 41-47 | MOV  | Movistar Team         |
| 51-57 | TQA  | Team Qhubeka NextHash |
| 61-67 | BBH  | Burgos-BH             |
| 71-77 | COF  | Cofidis               |
| 81-87 | UAD  | UAE Team Emirates     |
| 91-97 | BOH  | Bora-Hansgrohe        |

| N.      | Cod. | Squadra                  |
| ------- | ---- | ------------------------ |
| 101-107 | APT  | Astana-Premier Tech      |
| 111-116 | EOK  | Eolo-Kometa Cycling Team |
| 121-127 | ARK  | Team Arkéa-Samsic        |
| 131-137 | TEN  | TotalEnergies            |
| 141-147 | TNN  | Team Novo Nordisk        |
| 151-157 | CJR  | Caja Rural-Seguros RGA   |
| 161-167 | GIS  | Gios                     |
| 171-177 | GLC  | Global 6 Cycling         |
| 181-187 | EHE  | Electro Hiper Europa     |
| 192-196 | MVC  | Massi Vivo-Conecta       |

## Ordine d'arrivo (Top 10)
| Pos. | Corridore          | Squadra   | Tempo    |
| ---- | ------------------ | --------- | -------- |
| 1    | Giacomo Nizzolo    | Qhubeka   | 4h12'24" |
| 2    | Giovanni Aleotti   | Bora      | s.t.     |
| 3    | Santiago Buitrago  | Bahrain   | s.t.     |
| 4    | Abner González     | Movistar  | a 12"    |
| 5    | Ide Schelling      | Bora      | s.t.     |
| 6    | Giulio Ciccone     | Trek      | s.t.     |
| 7    | Alessandro Covi    | UAE       | a 54"    |
| 8    | Luis León Sánchez  | Astana    | a 1'04"  |
| 9    | Matteo Trentin     | UAE       | s.t.     |
| 10   | Antonio Jesús Soto | Euskaltel | a 1'26"  |